# Габриеле Таркини
Габриеле Таркини (на италиански: Gabriele Tarquini) е състезателен пилот от Италия. Той участва в 78 състезания във Формула 1, като дебютира на 3 март 1987. Той печели само една точка, и постига рекорд от неучастия в квалификациите. Той също така участва в БТСС (Британските серии за туристически автомобили) и ЕТСС (Европейски шампионат за туристически автомобили) и WTCC (Световен шампионат за туристически автомобили).

## Формула 1

### Озела (1987)
Първата състезателна година на Габриеле Таркини е в Озела за Голямата награда на Сан Марино през 1987.

### Колони (1988)
Той се включва в отбора на Колони като стартира 8 от 16 състезания през сезон 1988.

### FIRST и AGS (1989-1991)
Таркини е избран да се състезава за FIRST, но отбора не успява да взе участие през 1989 заради катастрофа по време на тестове. Той се състезава за AGS малко по-късно като взема точка в Мексико, 4-ти е в ГП на Монако и шести в САЩ. Италианеца замества Филип Стрейф, който прекратява кариерата заради инцидент по време на тестовете.

### Фондметал (1992)
През 1992 Таркини се състезава за Фондметал само в Белгийската ГП. След това отбора е продаден.

### Тирел (1995)
Таркини взима участие във Формула 1 през 1995 като пилот на Тирел и замесва тежко контузения японец Укио Катаяма. След 14-о място той прекратява участието във Формула 1.

## Туристически автомобили
Таркини взима участие в Британския шампионат за туристически автомобили през 1994 година и в Италианския шампионат за туристически автомобили като печели 4 победи. Също така кара в Европейския шампионат за туристически автомобили.

### WTCC

#### Сезон 2005
Таркини се състезава за Алфа Ромео, където се състезавал през 2003. Той завърши седми, с две победи.

#### Сезон 2006
Той се премества в Сеат през 2006 като завършва пети с една победа.

#### Сезон 2007
Завършва 8-и със само една победа.

#### Сезон 2008
2008 бе добра година за Таркини като завършва втори с три победи, но зад световния шампион Иван Мюлер от Сеат.

#### Сезон 2009
Таркини продължава да състезава за Сеат за четвърти сезон в този отбор.